# Padmore Osei
Padmore Osei (* 1972/1973) ist ein ehemaliger deutscher American-Football-Spieler ghanaischer Abstammung.

## Laufbahn
Osei wechselte als Jugendlicher vom Kickboxen zum American Football und spielte zunächst bei den Hamburg Hornets (Regionalliga). 1992 wechselte er zu den Hamburg Silver Eagles, mit denen er in der zweiten Liga und in der Bundesliga spielte. Er kam 1995 zu den Hamburg Blue Devils. Dort spielte der 1,81 Meter große Runningback bis 2001 und wurde auf dieser Position einer der besten deutschen Spieler seiner Zeit. Mit den Blauen Teufeln wurde er 1996 deutscher Meister, 1996, 1997 und 1998 gewann er mit den Hamburgern zudem den Eurobowl. Osei, der Informatik studierte, hatte seine Football-Sternstunde Ende Mai 1998, als ihm im Spiel gegen die Kiel Baltic Hurricanes vier Touchdowns gelangen. Im selben Jahr erlitt er einen Kreuzbandriss. Schon 1995 hatte Osei eine schwere Knieverletzung erlitten und damals innerhalb von sieben Wochen die Rückkehr aufs Spielfeld geschafft. 2001 trat er aufgrund von Kniebeschwerden vom Leistungssport zurück.
Ende 2013 erkrankte er an H1N1. Er lag ein halbes Jahr im künstlichen Koma und war anschließend pflegebedürftig. Ein Großteil der Meldegebühren des Volkslaufs HSH Nordbank Run im Juni 2017, zu dem zahlreiche seiner ehemaligen Mannschaftskollegen anreisten, kamen Osei zugute.
Auch seine beiden jüngeren Brüder Claudius und Prince wurden Footballspieler.